# Mai Nakamura
Mai Nakamura, född den 13 januari 1989 i Kobe, är en japansk konstsimmare.
Hon tog OS-brons i lagtävlingen i samband med de olympiska tävlingarna i konstsim 2016 i Rio de Janeiro..